# Фаето
Фаето (італ. Faeto) — муніципалітет в Італії, у регіоні Апулія,  провінція Фоджа.
Фаето розташоване на відстані близько 240 км на схід від Рима, 145 км на захід від Барі, 38 км на південний захід від Фоджі.
Населення — 638 осіб (2014).
Щорічний фестиваль відбувається другої неділі серпня (S. Prospero), наступного дня (S. Salvatore), другої неділі вересня (S. Leonardo),. Покровитель — San Prospero.

## Демографія
Населення за роками:

Станом на 1 січня 2023 року в муніципалітеті офіційно проживало 12 іноземців з 9 країн, серед них 4 громадяни країн Євросоюзу та 1 громадянин України.

## Сусідні муніципалітети
- Біккарі
- Кастельфранко-ін-Міскано
- Челле-ді-Сан-Віто
- Гречі
- Орсара-ді-Пулья
- Розето-Вальфорторе